# Província de Tosa
Tosa (土佐国, Tosa no kuni) foi uma antiga província do Japão na área que é hoje a prefeitura de Kōchi em Shikoku. A província de Tosa fazia fronteira com as províncias de Iyo e Awa.

Mapa das províncias japonesas (1868) com a província de Tosa em destaque.

A antiga capital ficava perto da atual Nankoku. Tosa era governada pelo clã Chōsokabe durante o Período Sengoku, e Chōsokabe Motochika brevemente unificou Shikoku sob seu comando, entretanto foi novamente reduzido a Tosa por Toyotomi Hideyoshi e totalmente desempossado após Sekigahara. A província então foi concedida a Yamauchi Kazutoyo. Tosa era uma província relativamente pobre,  e carecia de um castelo forte mesmo sob o governo dos Chōsokabe. Depois de Sekigahara, o Castelo de Kochi foi estabelecido e sua cidade se tornou a principal. Durante o Período Edo, a província foi controlada pelo  domínio de Tosa.
Sakamoto Ryōma do Bakumatsu era oriundo de Tosa.

## Tosa Gonmori
- Fujiwara Morizane (1106 - 1110)
- Sanjō Sanechika (1217 - 1219)
- Ōinomikado Yoshimune (1273 - 1277)

Cidade irmã no Brasil - Itatiba-SP